# Титарев, Григорий Иванович
Григорий Иванович Титарев (28 сентября 1918, Липчанка — 2 июня 2013, Щёлково, Московская область) — советский инженер и военный лётчик, подполковник ВВС.
Будучи представителем ВВС, проводил радиопереговоры с Юрием Алексеевичем Гагариным во время первого полета человека в космос.

## Биография
Родился 28 сентября 1918 года в деревне Липчанка Радченского района Воронежской области.
С осени 1937 до марта 1938 года учился на курсах пилотов Борисоглебского аэроклуба.
Поступил на военную службу в 1938 году. Участвовал в боях Великой Отечественной войны. Был награждён двумя орденами Красного Знамени, орденом Александра Невского, орденом Суворова III степени, двумя орденами Красной Звезды, медалями «За взятие Кёнигсберга», «За победу над Германией в Великой Отечественной войне 1941—1945 гг.», «За боевые заслуги».
После окончания служил в Оренбургском высшем военном авиационном училище штурманов.

### Центр подготовки космонавтов
В 1960-х годах служил в Центре Подготовки Космонавтов, занимая с февраля 1961 года должность заместителя начальника КП управления космическими полетами 1-го отдела ЦПК ВВС. Во время первого полета человека в космос в качестве представителя ВВС вел переговоры с Юрием Алексеевичем Гагариным в Колпашево через УКВ радиостанцию под позывным «Заря-2».
Запись переговоров операторов НИП-12 («Заря-2» — Г. И. Титарев и Б. В. Селезнев) с Ю. А. Гагариным.:
Первыми на связь вышли операторы НИП-12 в Колпашево (позывной «Заря-2»).
За пультом УКВ-радиостанции находился подполковник ВВС Григорий Титарев и старший лейтенант Борис Селезнёв, представляющий НИИ-4.
9:16
Борис Селезнёв:
— Вас понял, я двадцать второй.
9:17
Борис Селезнёв:
— Как самочувствие?
Юрий Гагарин:
— Вас слышу хорошо, самочувствие отличное, машина работает нормально. В иллюминатор «Взора» наблюдаю Землю. Все нормально. Привет. Как поняли меня?
Борис Селезнёв:
— Вас понял.
Юрий Гагарин:
— Понял. Знаю, с кем связь имею. Привет.
9:21
Григорий Титарев:
— Как ваше самочувствие? Я двадцать второй.
Юрий Гагарин:
— Самочувствие отличное, продолжаю полет. Машина работает отлично. В иллюминаторы наблюдаю Зем-лю, небо, горизонт. Полет проходит нормально. Как поняли меня?
Борис Селезнёв:
— Поняли вас…"
С февраля 1963 года являлся заместителем командира отряда слушателей-космонавтов ЦПК ВВС.
С мая 1969 года — ведущий инженер научно-технического отдела штаба 1-го НИИ ЦПК ВВС.
С 1972 года находился в запасе.

## Награды
- Орденом Александра Невского
- Орден Красного Знамени (2 раза)
- Орден Красной Звезды (2 раза)
- Орден Суворова 3 степени
- Медаль «За победу над Германией в Великой Отечественной войне 1941—1945 гг.»
- Медаль За боевые заслуги
- Медаль «За взятие Кёнигсберга»